# Çanakkale Dardanelspor
Çanakkale Dardanelspor is een voetbalclub opgericht in 1966 te Çanakkale, Turkije. De clubkleuren zijn rood en wit, en de thuisbasis van Çanakkale Dardanelspor is het Çanakkale 18 Mart Stadion (betekenis 18 mart: 18 maart).
De club werd in 1966 opgericht als Çanakkalespor, in 1991 veranderde men de naam in Çanakkale Dardanelspor. De club speelde tussen 1996 en 1999 in de Süper Lig. In 1996-97 werd de club 15e, in 1997-98 11e (beste prestatie ooit) en in 1998-99 werd Çanakkale Dardanelspor 17e waardoor de ploeg degradeerde.

## Gespeelde Divisies
Süper Lig: 1996-1999
Türkiye Futbol Federasyonu 1. Lig: 1982-1983, 1986-1987, 1993-1996, 1999-2006
Türkiye Futbol Federasyonu 2. Lig: 1967-1977, 1984-1986, 1987-1993, 2006-
Amateur Divisie: 1977-1982, 1983-1984

## Bekende (Ex-)Spelers
- Bülent Uygun
- Hasan Kabze
- Tolga Seyhan
- Gökhan Zan
- Mehmet Topal
- Selçuk İnan

Groep I : 23 Elazığ FK · Anadolu Üniversitesi · Artvin Hopaspor · Belediye Kütahyaspor · Bornova 1877 · Bulvarspor · Bursaspor · Düzcespor · Ergene Velimeşe SK · Kahramanmaraşspor · Karşıyaka · Kırşehir Futbol SK ·  Kuşadasıspor · Muş 1984 Muşspor · Silifke Belediyespor · Tokat Belediye Plevnespor

Groep II :Adıyamam FK · Amasyaspor FK · Balıkesirspor · Beykoz İshaklı Spor · Çayelispor · Etimesgut Belediyespor · Fatsa Belediyespor · İnegöl Kafkas · Kelkit Hürriyet SK · Mazıdağı Fosfatspor · Muğlaspor · Nevşehir Belediyespor · Silivrispor · Tire 2021 FK · Türkmetal 1963 Spor · Uşakspor

Groep III : 1922 Konyaspor · 52 Orduspor · Alanya Kestelspor · Aliağa FK · Ayvalıkgücü Belediyespor · Bayburt Özel İdarespor · Bursa Yıldırımspor · Çankaya SK · Çorluspor 1947 · Efeler 09 Spor · Karabük İdmanyurduspor · Küçükçekmece Sinop SK · Osmaniyespor FK ·  Pazarspor · Viranşehir Belediyespor · Yozgat Belediyesi Bozokspor

Groep IV : 1926 Polatlı Belediyespor · Ağrı 1970 Spor · Bergama SF · Büyükçekmece Tepecikspor · Denizlispor · Edirnespor · Kahramanmaraş İstiklalspor · Kırıkkalegücü Futbol SK · Mardin 1969 Spor · Niğde Belediyespor · Orduspor 1967 · Sebat Gençlikspor · Talasgücü Belediyespor ·  Turgutluspor · Zonguldak Kömürspor